# Arquidiócesis de Manizales
La arquidiócesis de Manizales (en latín: Archidioecesis Manizalensis) es una circunscripción eclesiástica de la Iglesia católica en Colombia. Se trata de una arquidiócesis latina, sede metropolitana de la provincia eclesiástica de Manizales. Desde el 25 de abril de 2021 su arzobispo es José Miguel Gómez Rodríguez.

## Territorio y organización

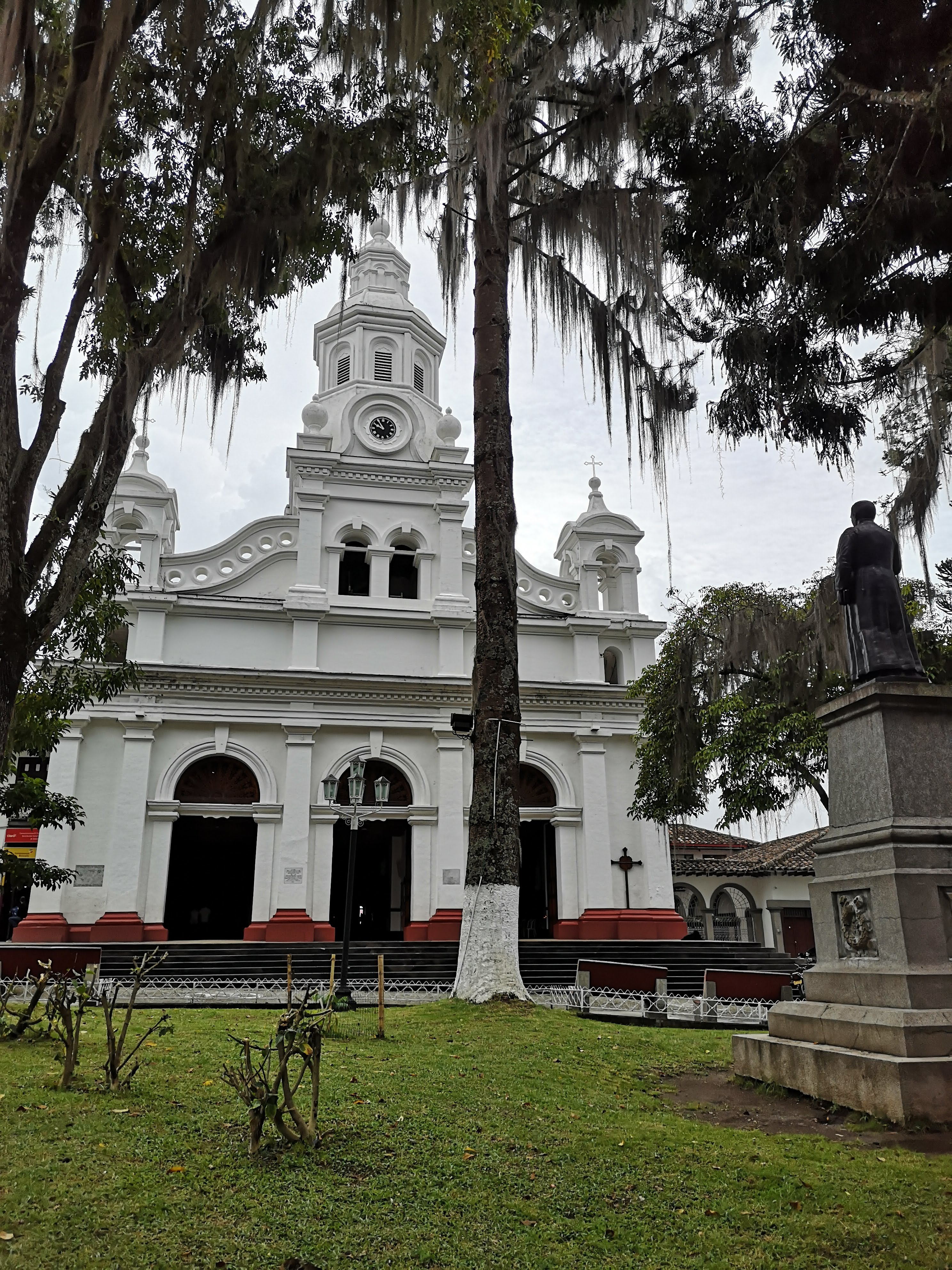
Basílica de la Inmaculada Concepción, en Salamina

La arquidiócesis tiene 3848 km² y extiende su jurisdicción sobre los fieles católicos de rito latino residentes en 13 municipios de dos departamentos:
- departamento de Caldas: Aguadas, Aranzazu, Chinchiná, Filadelfia, La Merced, Manizales, Marulanda (excepto el corregimiento de Montebonito, que pertenece a la diócesis de La Dorada-Guaduas),[5] Neira, Pácora, Palestina, Salamina y Villamaría;
- departamento de Risaralda: Santa Rosa de Cabal.[6]

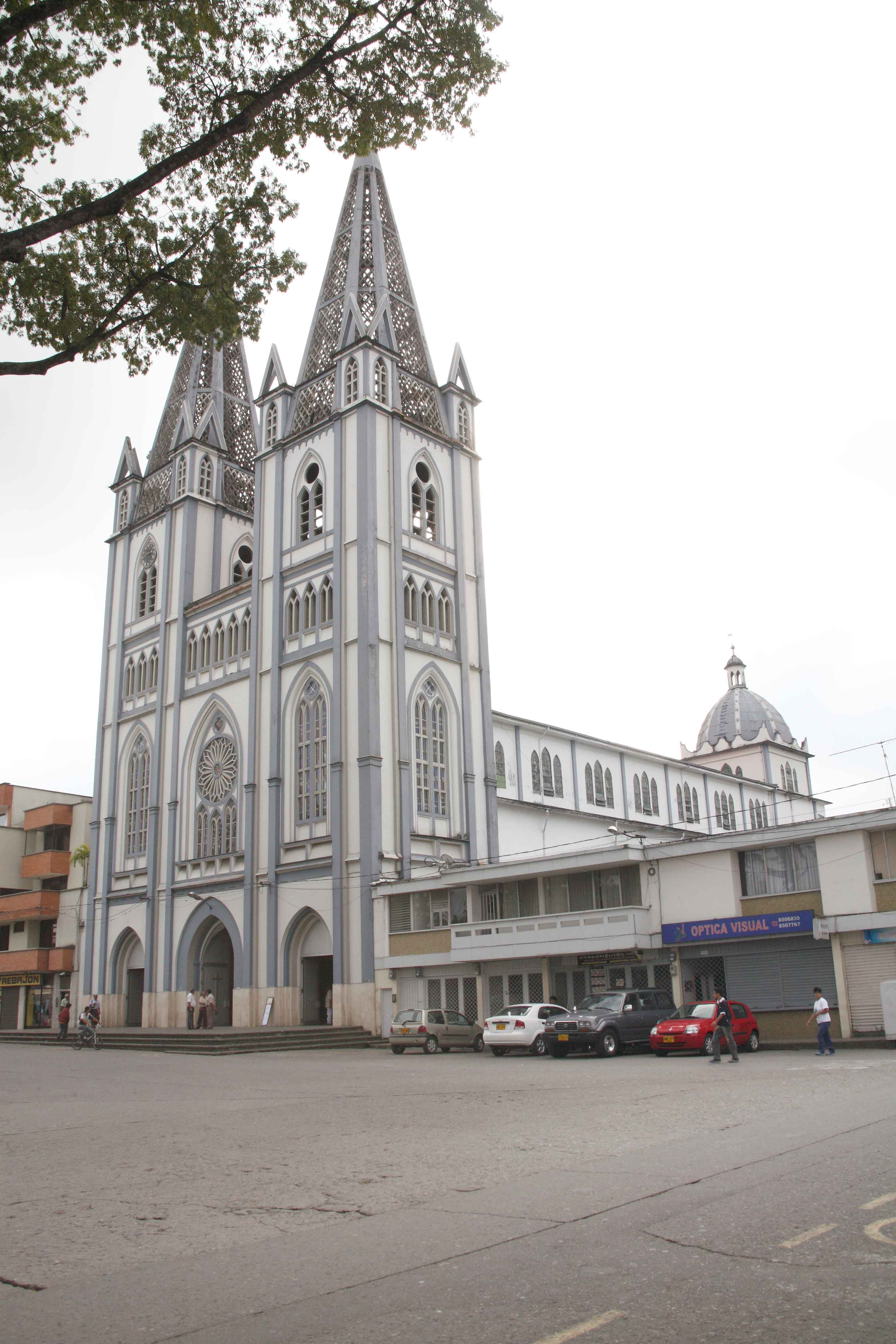
Basílica de Nuestra Señora de las Mercedes, en Chinchiná

Su territorio limita al norte con la diócesis de Jericó, al nordeste con la diócesis de Sonsón-Rionegro y la diócesis de La Dorada-Guaduas, al este con la diócesis de Líbano-Honda, al sur con la arquidiócesis de Ibagué y al oeste con la diócesis de Pereira.

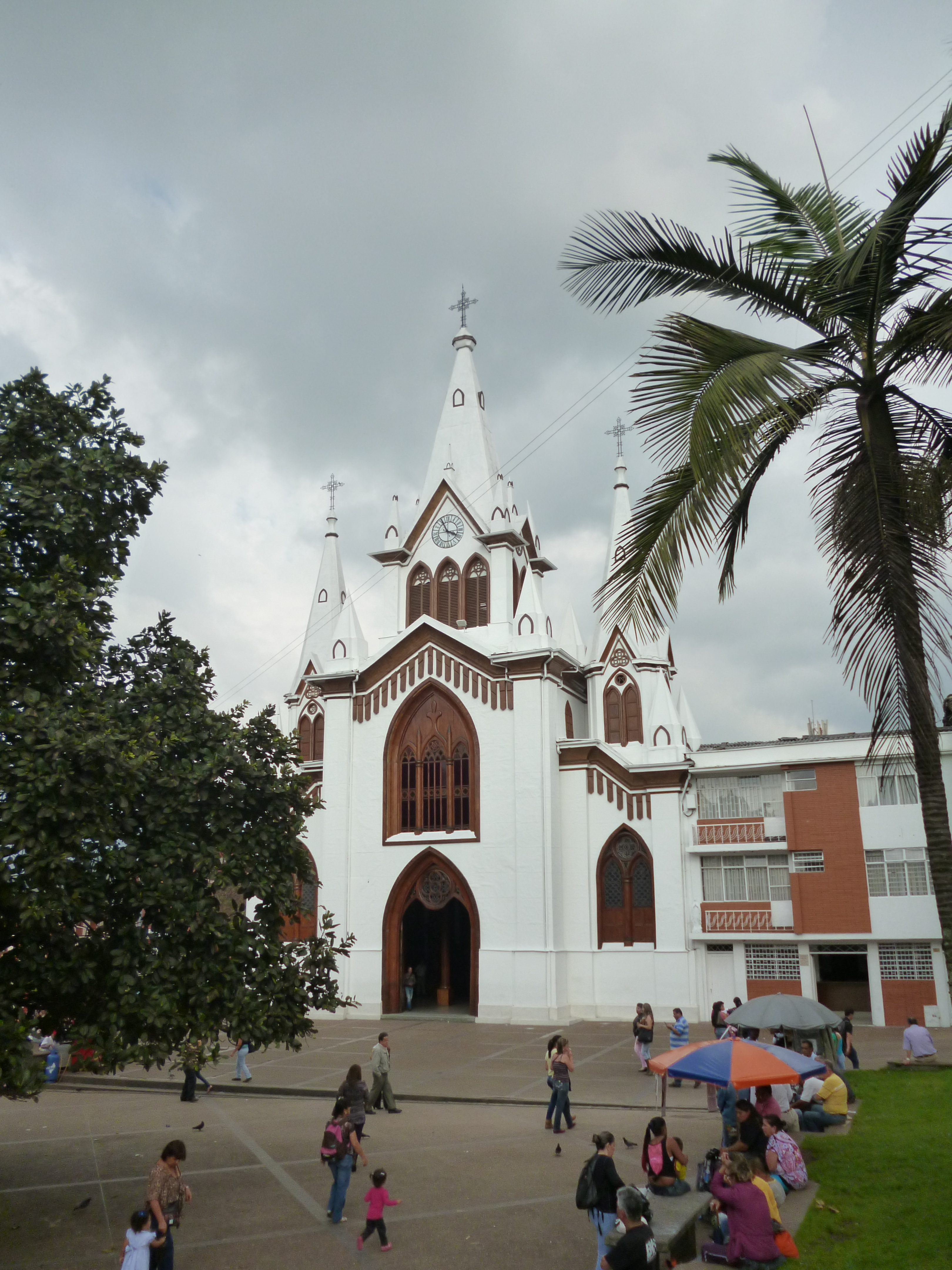
Basílica de la Inmaculada Concepción, en Manizales

La sede de la arquidiócesis se encuentra en la ciudad de Manizales, en donde se halla la Catedral basílica de Nuestra Señora del Rosario. En el territorio de la arquidiócesis se encuentran además otras 4 basílicas menores: Inmaculada Concepción, en Salamina, Nuestra Señora de las Mercedes, en Chinchiná, Inmaculada Concepción, en Manizales y Nuestra Señora de las Victorias, en Santa Rosa de Cabal.

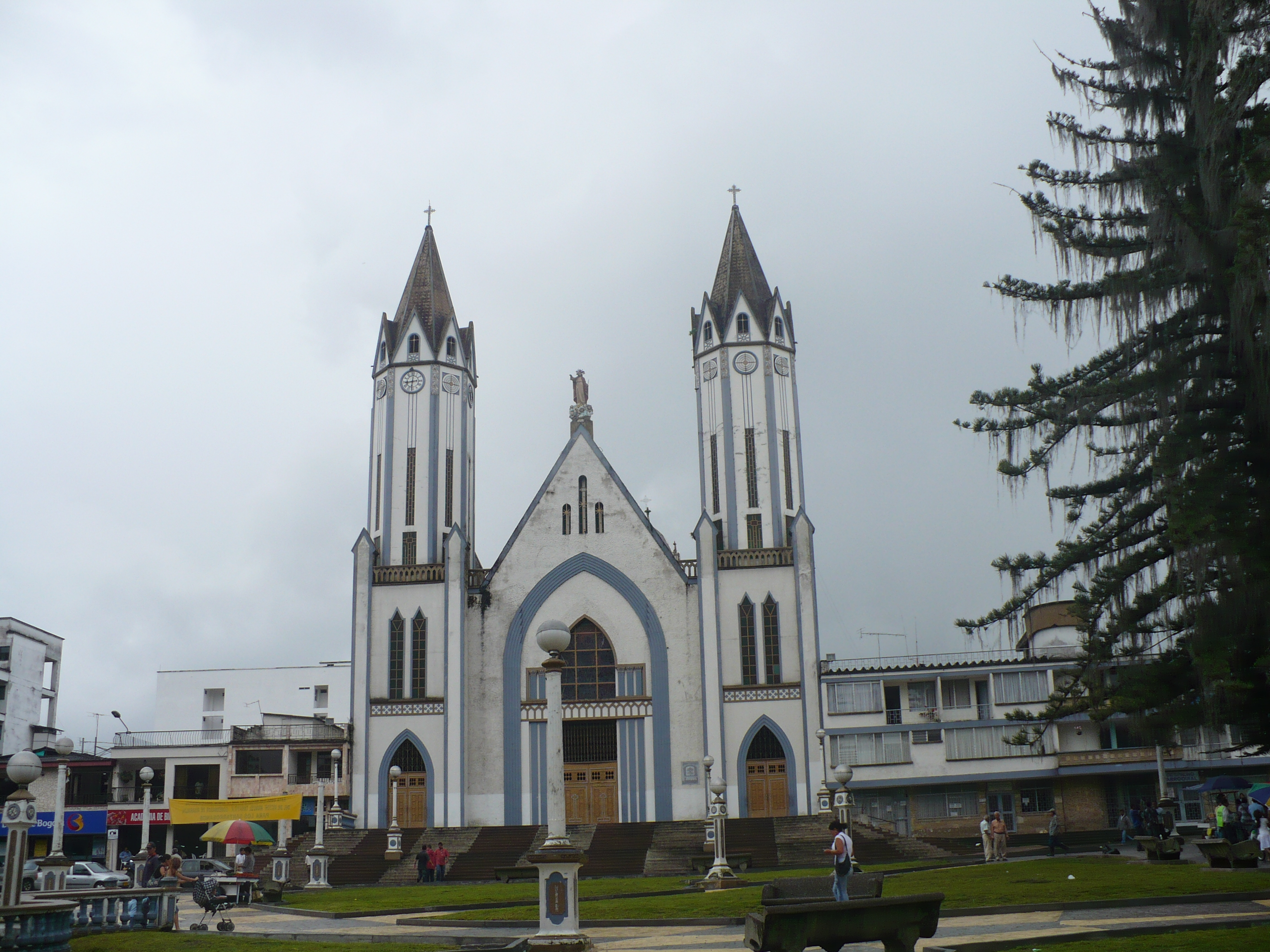
Basílica de Nuestra Señora de las Victorias, en Santa Rosa de Cabal

La arquidiócesis tiene como sufragáneas a las diócesis de Armenia, La Dorada-Guaduas y Pereira.
En 2021 en la arquidiócesis existían 94 parroquias agrupadas en 10 vicarías foráneas y estas en 4 zonas episcopales:
| Zonas episcopales                                          | Vicarías foráneas                                  | Parroquias |  |
| Nº 1. Zona episcopal Oriente: Cristo Rey                   | 1. Vicaría foránea Cristo Rey                      | 8          |  |
| Nº 1. Zona episcopal Oriente: Cristo Rey                   | 2. Vicaría foránea Nuestra Señora de Fátima        | 10         |  |
| Nº 1. Zona episcopal Oriente: Cristo Rey                   | 3. Vicaría foránea San Pío X                       | 13         |  |
|                                                            |                                                    |            |  |
| Nº 2. Zona episcopal Occidente: Nuestra Señora del Rosario | 1. Vicaría foránea Nuestra Señora del Rosario      | 10         |  |
| Nº 2. Zona episcopal Occidente: Nuestra Señora del Rosario | 2. Vicaría foránea San Antonio                     | 8          |  |
| Nº 2. Zona episcopal Occidente: Nuestra Señora del Rosario | 3. Vicaría foránea El Divino Salvador              | 6          |  |
|                                                            |                                                    |            |  |
| Nº 3. Zona episcopal Norte: La Inmaculada Concepción       | 1. Vicaría foránea Medio Norte                     | 8          |  |
| Nº 3. Zona episcopal Norte: La Inmaculada Concepción       | 2. Vicaría foránea Extremo Norte                   | 6          |  |
|                                                            |                                                    |            |  |
| Nº 4. Zona episcopal Sur: Nuestra Señora de las Victorias  | 1. Vicaría foránea Nuestra Señora de las Mercedes  | 10         |  |
| Nº 4. Zona episcopal Sur: Nuestra Señora de las Victorias  | 2. Vicaría foránea Nuestra Señora de las Victorias | 6          |  |
| Total                                                      | 10 Vicarías foráneas                               | 85         |  |
|                                                            |                                                    |            |  |

## Historia
La diócesis fue erigida el 11 de abril de 1900 mediante el decreto Apostolicae Sedi de la Congregación Consistorial, obteniendo el territorio de la arquidiócesis de Popayán y de la diócesis de Medellín (hoy arquidiócesis de Medellín). El territorio de la nueva diócesis cubría totalmente el territorio del Viejo Caldas, departamento que fue creado mediante ley 17 de 1905.
Originalmente sufragánea de la arquidiócesis de Popayán, el 24 de febrero de 1902 pasó a formar parte de la provincia eclesiástica de la arquidiócesis de Medellín.
El 17 de diciembre de 1952 mediante la bula Leguntur saepissime del papa Pío XII cedió partes de su territorio para la erección de las diócesis de Armenia y Pereira.
El 10 de mayo de 1954 fue elevada al rango de arquidiócesis metropolitana mediante la bula Ob arduum del papa Pío XII.
El 9 de enero de 1958, con la carta apostólica Velut amica, el papa Pío XII proclamó a la Santísima Virgen María del Santísimo Rosario y a santa Bárbara, virgen y mártir, como principales patronas de la arquidiócesis.
El 29 de marzo de 1984 cedió otra porción de su territorio para la erección de la diócesis de La Dorada-Guaduas mediante la bula Quod iure del papa Juan Pablo II.

## Estadísticas
Según el Anuario Pontificio 2022 la arquidiócesis tenía a fines de 2021 un total de 894 000 fieles bautizados.
| Año                                                                             | Población            | Población     | Población      | Sacerdotes | Sacerdotes    | Sacerdotes    | Bautizados por sacerdote | Diáconos permanentes | Religiosos | Religiosos | Parroquias |
| Año                                                                             | Bautizados católicos | Total         | % de católicos | Total      | Clero secular | Clero regular | Bautizados por sacerdote | Diáconos permanentes | Varones    | Mujeres    | Parroquias |
| ------------------------------------------------------------------------------- | -------------------- | ------------- | -------------- | ---------- | ------------- | ------------- | ------------------------ | -------------------- | ---------- | ---------- | ---------- |
| 1950                                                                            | 949 000              | 950 000       | 99.9           | 227        | 167           | 60            | 4180                     |                      | 160        | 702        | 64         |
| 1965                                                                            | 780 000              | 783 201       | 99.6           | 272        | 184           | 88            | 2867                     |                      | 179        | 789        | 57         |
| 1970                                                                            | 749 000              | 750 000       | 99.9           | 268        | 173           | 95            | 2794                     |                      | 140        | 559        | 64         |
| 1976                                                                            | 612 182              | 615 182       | 99.5           | 212        | 161           | 51            | 2887                     |                      | 107        | 925        | 68         |
| 1980                                                                            | 610 556              | 618 177       | 98.8           | 202        | 151           | 51            | 3022                     |                      | 87         | 890        | 69         |
| 1990                                                                            | 549 000              | 556 000       | 98.7           | 183        | 135           | 48            | 3000                     | 8                    | 69         | 355        | 62         |
| 1999                                                                            | 796 345              | 840 345       | 94.8           | 192        | 143           | 49            | 4147                     | 22                   | 85         | 495        | 72         |
| 2002                                                                            | 815 000              | 840 000       | 97.0           | 186        | 132           | 54            | 4381                     | 28                   | 97         | 429        | 78         |
| 2003                                                                            | 731 000              | 750 000       | 97.5           | 209        | 158           | 51            | 3497                     | 34                   | 131        | 395        | 81         |
| 2004                                                                            | 731 000              | 750 000       | 97.5           | 208        | 163           | 45            | 3514                     | 34                   | 109        | 395        | 80         |
| 2013                                                                            | 812 000              | 835 000       | 97.2           | 245        | 184           | 61            | 3514                     | 47                   | 305        | 474        | 83         |
| 2016                                                                            | 839 421              | 863 694       | 97.2           | 237        | 176           | 61            | 3541                     | 57                   | 185        | 470        | 93         |
| 2019                                                                            | 867 830              | 892 900       | 97.2           | 256        | 195           | 61            | 3389                     | 58                   | 195        | 470        | 94         |
| 2021                                                                            | 894 000 (sic)        | 855 475 (sic) | 104.5 (sic)    | 54         | 193           | 61            | 3519                     | 58                   | 217        | 470        | 94         |
| Fuente: Catholic-Hierarchy, que a su vez toma los datos del Anuario Pontificio. |                      |               |                |            |               |               |                          |                      |            |            |            |

## Episcopologio
- Gregorio Nacianceno Hoyos Yarza † (16 de diciembre de 1901-25 de octubre de 1921 falleció)
- Tiberio de Jesús Salazar y Herrera † (6 de julio de 1922-7 de julio de 1932 nombrado arzobispo coadjutor de Medellín[nota 1])
- Juan Manuel González Arbeláez † (3 de julio de 1933-6 de junio de 1934 renunció[nota 2])
- Luis Concha Córdoba † (13 de julio de 1935-18 de mayo de 1959 nombrado arzobispo de Bogotá)
- Arturo Duque Villegas † (7 de julio de 1959-22 de mayo de 1975 retirado)
- José de Jesús Pimiento Rodríguez † (22 de mayo de 1975-15 de octubre de 1996 retirado)
- Fabio Betancur Tirado † (15 de octubre de 1996-7 de octubre de 2010 renunció)
- Gonzalo Restrepo Restrepo (7 de octubre de 2010 por sucesión-6 de enero de 2020 renunció)
- José Miguel Gómez Rodríguez, desde el 25 de abril de 2021

La arquidiócesis ha dado tres pares de hermanos obispos: Buitrago Trujillo, Giraldo Jaramillo y García Isaza.